# Godofredo II de Baja Lotaringia
Godofredo III (h. 997-1069), llamado el Barbudo, era el hijo mayor de Gotelón I, duque de la Alta y la Baja Lorena. Por herencia, era conde de Verdún y él se convirtió en margrave de Amberes como un vasallo del duque de la Baja Lorena. El Sacro Emperador Enrique III le autorizó a suceder a su padre como duque de la Lorena Superior en 1044, pero le negó el título ducal de la Baja Lorena, pues temía el poder de un ducado unificado. En lugar de ello, Enrique amenazó con nombrar a un hijo menor, Gotelón, como duque en la Baja Lorena. En una fecha muy posterior, Godofredo se convirtió en duque de la Baja Lorena, pero para entonces había perdido ya el ducado superior.
Godofredo se rebeló contra su rey y devastó la tierra de la Baja Lorena, así como la ciudad de Verdún, que aunque era suya por herencia no le había sido entregada por Enrique. Pronto se vio derrotado por un ejército imperial y fue depuesto, apresado junto con su hijo (Gibichenstein, 1045). Cuando su hijo murió en prisión, la guerra volvió a comenzar. Balduino V de Flandes se unió a Godofredo y Enrique le dio a Teodorico, obispo de Verdún, el condado epónimo. Godofredo sorprendió al obispo (quien se escapó) y saqueó Verdún, quemando la catedral. El 11 de noviembre de 1048 en Thuin, Godofredo cayó sobre Adalberto, su sustituto en la Lorena Superior, y lo derrotó, matándolo en batalla. Enrique inmediatamente nombró al joven Gerardo de Chatenoy para reemplazar a Adalberto en la dieta de Worms. En sus campañas posteriores, para conquistar la región de Mosela, Godofredo se encontró con una fuerte resistencia por parte de Gerardo y se vio obligado a renunciar a sus pretensiones y reconciliarse con el obispo. Incluso le ayudó a reconstruir la catedral que él mismo había destruido.
En 1053, habiendo fallecido su primera esposa Doda, Godofredo se volvió a casar con Beatriz de Bar, la viuda de Bonifacio III de Toscana y madre de Matilde, heredera de Bonifacio. Enrique arrestó a Beatriz y a su joven hijo Federico y la encarceló en Alemania, separada tanto de su esposo como de su hijo, quien murió a los pocos días. El emperador alegó que el matrimonio se había celebrado sin su consentimiento y que era nulo. A pesar de todo, Godofredo asumió el gobierno de Toscana en nombre de Beatriz y de Matilde.
Balduino V se rebeló entonces, llevando la guerra a Tréveris y Nimega. Enrique respondió devastando Flandes y saqueando Lille y Tournai (1054). En esta guerra, Godofredo capturó a Federico de Luxemburgo, duque de la Baja Lorena, quien había recibido aquel ducado de Enrique III, incluyendo Amberes.
En 1055, Godofredo asedió Amberes, pero Federico fue entregado por los loreneses, que ya no eran leales a Godofredo. Enrique murió en 1056 y su sucesor, Enrique IV, sólo tenía seis años de edad. En aquel año, Balduino hizo la paz y prestó homenaje al nuevo rey. En 1056 y 1059, por los tratados de Andernach, Balduino recibió la marca de Ename en el landgraviato de Brabante, probablemente a cambio de abandonar la marca de Valenciennes, que fue confiscada por el emperador Enrique III en 1045.
En 1057, Godofredo fue exiliado a Toscana, donde se unió con Beatriz y gobernó junto con ella. Su hermano, el papa Esteban IX le concedió el ducado de Spoleto (1057). En enero de 1058, León de Benedicto Cristiano abrió le las puertas de la ciudad para él y para Beatriz, después de la elección del papa Nicolás II. Al poseer el Tíber y asaltar el Laterano, Godofredo logró expulsar al antipapa Benedicto X el 24 de enero. Durante el reinado papal de su hermano y sus sucesores reformistas de su hermano, tuvo un papel importante en la política del centro y norte de Italia, incluyendo Cerdeña, donde interfirió en beneficio de Barisono I de Lacon-Gunale contra la República de Pisa, indicando su autoridad sobre ambos.
En 1065, le volvieron a llamar para convertirse en duque de la Baja Lorena después de la muerte de Federico. También le dieron Amberes nuevamente. Instaló su corte en Bouillon y murió el día de Nochebuena de 1069.

## Familia
Con Doda, tuvo:
- Godofredo, le sucedió en la Baja Lorena.
- Ida de Lorena, se casó con Eustaquio II, conde de Boulogne.[2]
- Wiltruda, casada con Adalberto de Calw.